# Zhashui
Zhashui, tidigare romaniserat Tsoshui, är ett härad som lyder under Shangluos stad på prefekturnivå i Shaanxi-provinsen i nordvästra Kina. Det ligger  omkring 74 kilometer sydost om provinshuvudstaden Xi'an. 

## Källa
1. ↑  ”worldpostmarks.net”. Arkiverad från originalet den 2 januari 2015. https://web.archive.org/web/20150102101710/http://worldpostmarks.net/HTML%20Countries/china.htm. Läst 22 juli 2015.